# 月イチでらブレイク
『月イチでらブレイク』（つきイチでらブレイク）は、東海ラジオ放送で2019年度の第2月曜未明（第2日曜深夜）に生放送されている特別番組。

## 概要
東海ラジオの開局60周年記念事業の一環として企画され、通常は放送設備のメンテナンスの為に放送を休止する時間帯に放送している。東海ラジオの自社制作での深夜帯の生放送番組は、帯番組時代の東海ラジオミッドナイトスペシャル以来となる。
2019年4月 - 9月のシーズン1では、東海ラジオアナウンサーの持ち込み企画及び次世代パーソナリティ公開オーディションを放送。オーディションで月ごとに選ばれた6組が、同年9月末に行われる東海ラジオ大感謝祭でネタを披露した後、2019年10月 - 2020年3月のシーズン2で一回ずつ番組を担当する。

## パーソナリティ
シーズン1は全員東海ラジオアナウンサーが出演。
|           | 日時           | 出演者                  |
| シーズン1 | シーズン1      | シーズン1               |
| --------- | -------------- | ----------------------- |
| #1        | 2019年 4月8日  | 源石和輝 井田勝也       |
| #2        | 5月13日        | 村上和宏                |
| #3        | 6月10日        | 源石和輝                |
| #4        | 7月15日        | 井田勝也                |
| #5        | 8月12日        | 前野沙織                |
| #6        | 9月9日         | 森貴俊                  |
| シーズン2 |                |                         |
| #7        | 10月14日       | さんぽ 井田勝也         |
| #8        | 11月11日       | カシスプリン 森貴俊     |
| #9        | 12月9日        | ペロペローズ。 源石和輝 |
| #10       | 2020年 1月13日 | 木村裕子 井田勝也       |
| #11       | 2月10日        | 魔族 前野沙織           |
| #12       | 3月9日         |                         |

## 次世代パーソナリティ公開オーディション
次代を担うパーソナリティ発掘を目指し、お笑い芸人に5分間のデモ番組を制作してもらい、シーズン1にて毎回4組のトークを放送。ホームページにてリスナーに「最もラジオパーソナリティにふさわしい」1組を投票してもらい、選ばれた計6組が上記の通り東海ラジオ大感謝祭及びシーズン2に出演する。
太字は投票で選ばれたシーズン2のパーソナリティ。
- 4月度[13]
  - さんぽ
  - うみのいえ
  - エル・カブキ
  - 平井“ファラオ”光（馬鹿よ貴方は）
- 5月度[14]
  - スパローズ
  - さすらいラビー
  - 下町ミュンスター
  - カシスプリン
- 6月度[15]
  - インデペンデンスデイ
  - ドドん
  - アルミカン
  - ペロペローズ。
- 7月度[16]
  - ニコ
  - 田中哲也（オレンジ）
  - エル・カブキ
  - 木村裕子
- 8月度[17]
  - 魔族
  - 畑めぐみ・石出奈々子
  - 岡田桜井
  - 浜ロン
- 9月度[18]
  - ペッパーボーイズ
  - ジャイアントジャイアン
  - アダムダン
  - エイトブリッジ